# Пакая-Самірія
Національний резерв Пакая-Самірія (ісп. Reserva National Pacaya Samiria) — національний резерв в Перу в департаменті Лорето. Термін «національний резерв» у випадку Перу означає природоохоронну територію, ціллю якої є збереження екосистеми та підтримання постійного використання природних ресурсів. У цьому випадку однією з цілей є також збереження культури індіанців, що мешкають на території парку.